# Synthyris cordata
Synthyris cordata là một loài thực vật có hoa trong họ Mã đề. Loài này được (A. Gray) A. Heller miêu tả khoa học đầu tiên năm 1900.